# Manufaktura
Manufaktura (lat. manu facere – rukom raditi) predstavlja karakterističan i dominantan oblik kapitalističkog privređivanja, a da bi ona to postala bilo je potrebno mnogo uvjeta, posebno znatna koncentracija individualnih kapitala, raspoloživa masa radnika, i široko tržište za realizaciju proizvedene robe.
Manufakturni oblici rada prevladavaju tek sredinom 16. stoljeća, iako se pojavljuju već u 14. stoljeću. Postaje temelj kapitalističke robne proizvodnje i to ostaje sve do posljednje trećine 18. stoljeća.
Zbog toga se to razdoblje i naziva doba manufakture ili manufakturni period kapitalizma. Za manufakturu je karakteristična unutrašnja podjela rada u poduzeću: proizvodnja predmeta koji su u suradnji (u istom procesu proizvodnje ili u različitim međusobno povezanim produkcijskim procesima radi veći broj radnika, nema unutrašnje podjele rada, svaki radnik sam izrađuje cijeli proizvod, koristi se jednostavan ručni alat) bili još proizvodi pojedinih radnika, dijeli se sada na niz radnih operacija, a svaku od tih radnih operacija obavlja pojedini radnik ili grupa radnika.
Na taj način se proizvod pretvara u društveni proizvod grupe proizvođača, od kojih svaki vrši samo jednu djelomicnu operaciju cjelokupnog procesa produkcije. Manufaktura se pojavila u dva glavna oblika, a jedan od tih oblika bila je centralizirana manufaktura, tj. poduzeće koje je pod isti krov skupljalo veći broj radnika i u kojem je radni proces po načelu podjele rada bio podijeljen na više radnih operacija. Drugi oblik manufakture sastojao se u tome što je poduzetnik – obično trgovac – opskrbljivao pojedine zanatlije sirovinama, a ovi su mu predavali gotovu robu.
Takve zanatlije su očuvale izgled samostalnosti, a ustvari su bili najamni radnici svog kapitalističkog opskrbljivača. Zbog toga samostalne zanatlije i nisu više mogle neposredno nabavljati mnoge sirovine, već samoposredovanjem kapitalističkih opskrbljivača od kojih su zato postali ovisni kao i najamni radnici u centraliziranoj manufakturi. U manufakturi je isto kao i u suradnji još upotrebljivan ručni alat. Međutim, dok je u suradnji upotrebljavano jedno te isto radno oruđe za cijeli niz poslova, u manufakturi se pokazala potreba za usavršavanjem oruđa za rad da bi se ono što bolje prilagodilo pojedinim radnim operacijama. Zbog toga je manufaktura ubrzavala razvoj sredstava za proizvodnju i učinila boljim i raznovrsnijim time što ih je prilagodila isključivim posebnim operacijama pojedinog radnika. Time je ostvarila i jedan od materijalnih uvjeta za uvođenje strojeva u proizvodnju. Stroj, koja je kombinacija jednostavnih oruđa, počela se upotrebljavati u manufakturi za neke radne procese koje je trebalo obavljati masovno i uz upotrebu velike snage.
Njihov značaj bio je mali u usporedbi s ručnim radom koji su obavljali najamni radnici. Specifičnim strojevima manufakturnog perioda ostaje sam ukupni radnik sastavljen iz mnogih djelomičnih radnika. Iako je manufakturni rad zbog svog kapitalističkog karaktera vrlo štetno djelovao na samog proizvođača – koji se psihički i tjelesno deformira, od samostalnog obrtnika pretvara u pukog izvršitelja niza jednostavnih operacija i time stavlja u još veću zavisnost od kapitalističkog vlasnika – manufaktura je ipak izvršila važnu ulogu u procesu povećanja produktivnosti ljudskog društva. Pored svih ostalih prednosti kooperativnog rada, manufakturna podjela rada dovodi do specijalizacije proizvođača i njihovih alata, stvara hijerarhiju radnih snaga, razlikovanje kvalificiranih i nekvalificiranih radnika, a time ujedno i uvjete za usavršavanje i diferenciranje oruđa za rad, koja se oblikuju, mijenjaju i prilagođavaju zahtjevima i potrebama pojedinih konkretnih operacija. Potkraj 18. stoljeća i početkom 19. stoljeća, manufakturu potiskuje strojarska proizvodnja, pa time nastupa period industrijskog kapitalizma.